# Bufo taladai
Bufo taladai é uma espécie de bufonídeo da família Bufonidae.
É endémica de Cuba.
Está ameaçada por perda de habitat.